# أورديثيا
بلدية أورديثيا (بالإسبانية: Ordicia) هي بلدية تقع في مقاطعة غيبوثكوا التابعة لمنطقة إقليم الباسك شمال إسبانيا.

## الديموغرافيا
بلغ عدد سكان بلدية أورديثيا 9.811 نسمة عام 2011 (وفقاً للمعهد الوطني للإحصاء الإسباني).
| 9.120 | 9.087 | 9.021 | 9.025 | 9.339 | 9.732 | 9.811 |

## توأمة
لأورديثيا اتفاقيات توأمة مع كل من:
- أكابولكو
- ترجالة
- سانتا أماليا

## أعلام
- لويس مارين ساباتير
- أندريس دي أوردانيتا
- فرانسيسكو موخيكا غرمينديا